# みなべ町立南部中学校
みなべ町立南部中学校（みなべちょうりつ みなべちゅうがっこう）は、和歌山県日高郡みなべ町芝にある公立中学校。

## 沿革
- 1947年 - 南部町立南部中学校、岩代村立岩代中学校開校
- 1954年 - 岩代中学校が南部町立岩代中学校に改称
- 1961年 - 岩代中学校を南部中学校に統合。岩代校舎、南部校舎にて分離授業開始
- 1965年 - 完全統合
- 2004年 - みなべ町立南部中学校に改称

## 部活動

### 運動部
- 野球部
- 陸上競技部（男女）
- ソフトテニス部（男女）
- 卓球部（男女）
- バスケットボール部（男女）
- バレーボール部（女子）
- 剣道部（男女）
- 新体操部

### 文化部
- 文化部
- 吹奏楽部